# Idaea laciniata
Idaea laciniata là một loài bướm đêm trong họ Geometridae.